# Viktor Aboimov
Viktor Aboimov (n. 14 septembrie 1949, Qarağandy, RSS Kazahă, URSS) este un înotător kazah, medaliat olimpic. A participat la o ediție a Jocurilor Olimpice (1972) în care a câștigat o medalie de argint.

## Participări
Lista de mai jos prezintă principalele competiții la care a participat Viktor Aboimov de-a lungul carierei.
- swimming at the 1972 Summer Olympics – men's 4 × 100 metre freestyle relay[*]